# Валашек, Рудольф Францевич
Рудольф Францевич Валашек (1880 — 1942) — советский пианист, музыкальный педагог чешского происхождения. Отец инженера Евгения Валашека.

## Биография
Родился в 1880 году. Окончил Московскую консерваторию (1900), учился в том числе у Николая Шишкина (фортепиано), Сергея Танеева (контрапункт) и Георгия Конюса (гармония). Ещё студентом выступал в консерваторских концертах с произведениями Александра Скрябина.
В 1911—1924 гг. преподавал специальное фортепиано в Московской консерватории, с 1918 г. профессор. Преподавал также в Академическом музыкальном училище при Московской консерватории, где среди его учеников был, в частности, Варфоломей Вахромеев. Автор фортепианных этюдов. Под редакцией Валашека был также издан «Самоучитель игры на скрипке» И. Перекрестова (Киев, 1929). Состоял в секции композиторов Всероссийского общества советских драматургов и композиторов.
Ушёл из жизни в 1942-м году.

## Семья
- Брат — Густав Францевич Валашек (1888—1976), виолончелист и музыкальный педагог.
- Сын — Евгений Рудольфович Валашек (1908—2002), инженер.